# Max Kaltenmark
Max Kaltenmark (* 11. November 1910 in Wien; † 26. Juni 2002 in Laval) war ein französischer Sinologe österreichischer Herkunft. Er war spezialisiert auf den Daoismus. Er war Direktor für die Studien am École pratique des hautes études. 1946 war er zum Leiter des Centre Franco-Chinois d'Études sinologiques de Pékin (Peking) ernannt worden.
Das Liexian zhuan 列仙传  (Biographien von Unsterblichen) wurde von ihm ins Französische übersetzt.

## Schriften (Auswahl)
- Le Lie-sien tchouan. (Biographies légendaires des immortels taoistes de l’antiquité). Université de Paris, Peking 1953.
- La Philosophie chinoise (= Que sais-je? 707, ISSN 0768-0066). Presses Universitaires de France, Paris 1972.
- Lao Tseu et le taoïsme. Editions du Seuil, Paris 1965, (deutsch unter dem Titel: Lao-tzu und der Taoismus. Aus dem Französischen von Manfred Porkert. Insel, Frankfurt am Main u. a. 1996, ISBN 3-458-16810-9).